# Oleksiy Oleksandrovich Mykhailychenko
Oleksiy Oleksandrovich Mykhailychenko (tiếng Ukraina: Михайличенко Олексій Олександрович) (30 tháng 3 năm 1963 –) là một cựu cầu thủ bóng đá, từng khoác áo các đội tuyển quốc gia Liên Xô và Ukraina. Hiện ông là giám đốc thể thao của câu lạc bộ Dynamo Kyiv.

## Xuất thân
Mykhailychenko sinh ngày 30 tháng 3 năm 1963 tại Kiev, Ukraina (lúc đó nằm trong Liên Xô). Ông trưởng thành từ lò đào tạo tài năng trẻ của câu lạc bộ Dynamo Kiev.

## Sự nghiệp cầu thủ
Mykhailychenko tham gia giải bóng đá ngoại hạng Liên Xô trong màu áo của Dynamo Kiev từ năm 1981 đến năm 1990. Ông đã cùng đội này đoạt giải vô địch giải ngoại hạng Liên Xô các năm 1981, 1985, 1986, và 1990, vô địch cúp C2 châu Âu năm 1986. Sau những thành công trong các trận đấu quốc tế, từ năm 1990, anh được các câu lạc bộ nước ngoài thuê. Đầu tiên, ông tới Ý đá cho U.C. Sampdoria, chơi ở vị trí tiền vệ trung tâm và cùng đội này đoạt giải vô địch Serie A mùa bóng 1990-1991. Sau đó dừng chân lâu dài tại Glasgow Rangers của Scotland và cùng đội này 5 lần đoạt giải vô địch Scottish Premier Division.
Ở cấp quốc gia, Mykhailychenko đã 41 lần khoác áo đội tuyển Liên Xô, ghi 9 bàn thắng. Ông đã cùng đội này đoạt huy chương bạc tại Euro 1988, huy chương vàng thế vận hội mùa hè 1988 tổ chức tại Seoul. Chấn thương không cho phép ông cùng đội tuyển quốc gia tham gia vòng chung kết giải vô địch bóng đá thế giới 1990 tổ chức tại Ý và nhiều người coi đây là một yếu tố dẫn tới thất bại của đội tuyển Liên Xô.
Sau khi Liên Xô tan rã, Mykhailychenko đã khoác áo đội tuyển bóng đá quốc gia Ukraina 2 lần.

## Sự nghiệp huấn luyện viên
Năm 1997, Mykhailychenko trở về đội cũ Dynamo Kiev làm trợ lý cho huấn luyện viên huyền thoại Valeri Lobanovsky. Từ năm 2002, ông trở thành huấn luyện viên của Dynamo Kiev, rồi từ năm 2004 là huấn luyện viên đội hình U21 của đội tuyển Ukraina, rồi huấn luyện viên trưởng đội hình chính thức của Ukraina từ năm 2008.